# Polypodium huancayanum
Polypodium huancayanum är en stensöteväxtart som beskrevs av Louis Otto Kunkel. Polypodium huancayanum ingår i släktet Polypodium och familjen Polypodiaceae. Inga underarter finns listade.